# Czédly Mónika

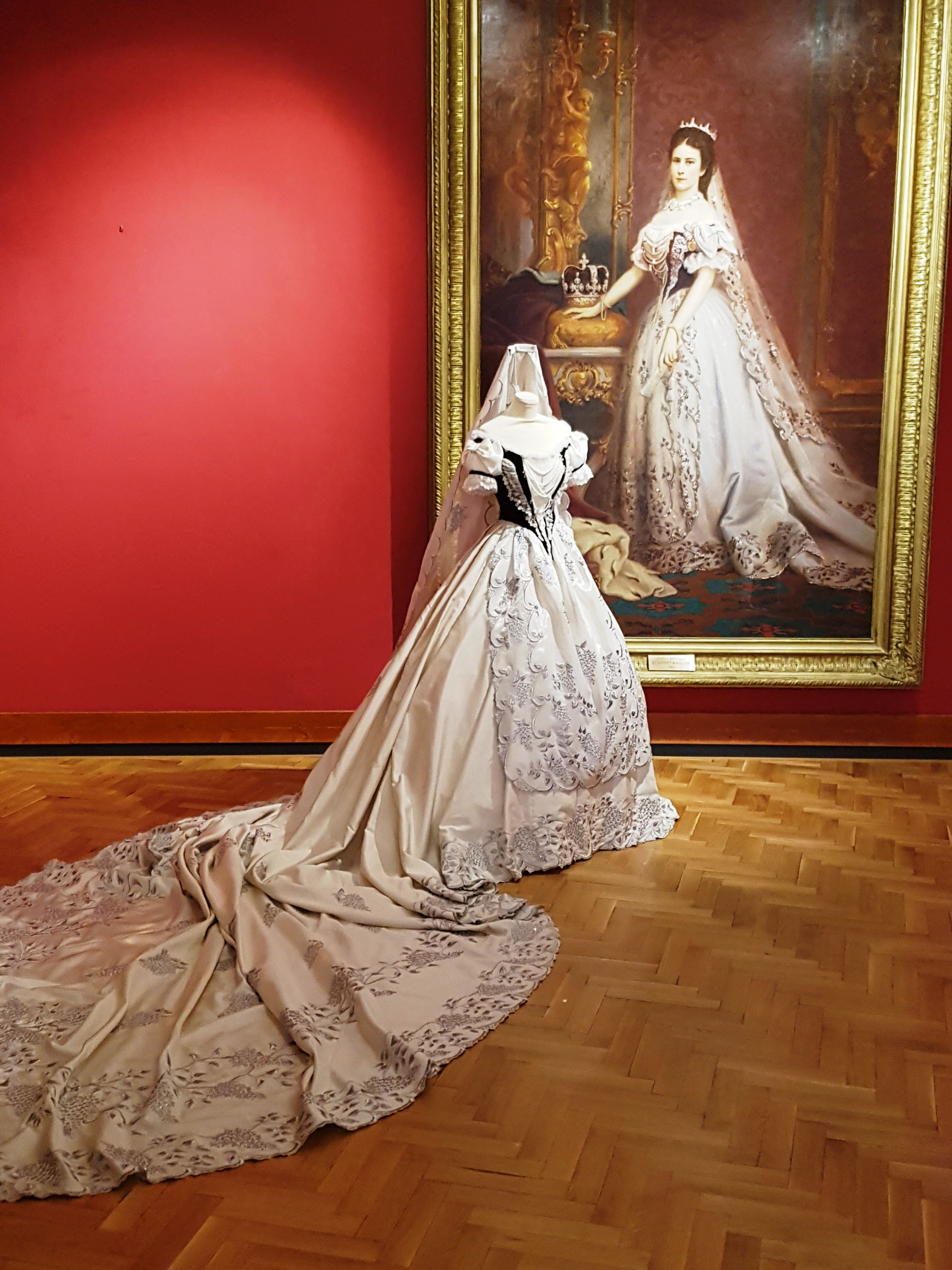
Erzsébet királyné gyémántokkal díszített koronázási ruhájának hiteles rekonstrukciója. Az eredeti ruhát a királyné 1867. június 8-án viselte a Budavári Mátyás-templomban. A ruhát a makói József Attila Múzeum kiállításán fényképezték le Székely Bertalannak a királynéról készült festménye előtt.

Czédly Mónika (Budapest, 1970 –) divattervező, Erzsébet királyné ruharekonstrukcióinak hiteles megalkotója, eddig[pontosabban?] körülbelül húsz ruharekonstrukciót készített el, amelyek közül kettő a Magyar Kereskedelmi és Iparkamara díjait is megnyerte: Erzsébet királyné 1867-es „gyémántos”, valódi koronázási ruhája 2017-ben Magyar Kézműves Remekek Remeke Díjat, Erzsébet császárné-királyné 1854-es díszmagyar ruhája pedig 2018-ban a Magyar Kézműves Remek Díjat.

## A D’Elia Szalon[3][4][5]
Czédly Mónika családja 1886 óta foglalkozik ruhákkal, jelenleg esküvői és alkalmi ruhák tervezésével és kivitelezésével. Üknagyapja, D’Elia Ferenc 1886 májusában nyitotta meg üzletét Budapesten, a Dorottya utca 8. szám alatt, a Gerbeaud Cukrászda szomszédságában. Üzletében Natália szerb királyné is vásárolt, 1886-ban. A D’Elia Szalon az óta is családi vállalkozás, amelyet Czédly Mónika 1988-ban alapított újjá, amikoris Budapesten megnyitotta első üzletét, amelyet 2001-ben Gödöllőre költöztetett. Erzsébet királyné ruharekonstrukciói mellett esküvői és alkalmi ruhákat tervez és készít. Az évek során lányait is bevonta a ruhák világába és már együtt tervezik az új ruhákat.

## Erzsébet magyar királyné 1867-es valódi koronázási ruhájának rekonstrukciója[7][8]
Czédly Mónika a ruhák közt nőtt fel. Nemcsak nagymamája, hanem sok családtag ruhákat varrt, textileket festett szabad kézzel, egyedi tervek alapján. Nagymamáját a versenytánc és fellépő ruhák világa varázsolt el igazán. Czédly Mónika 1988-ban textilvegyészként végzett, majd technikus minősítést is szerzett, ami nagyban hozzájárult a hiteles anyagrekonstrukciók elkészítéséhez. Czédly Mónika ötéves korától kezdve rajzolta Erzsébet királyné koronázási ruháját, bár akkor még nem volt tudatában annak, hogy a könyvekből ismert fotón mit is lát pontosan. 2004 óta kutatja tudatosan a királyné életét, különösen a ruháinak történetét. 2007-re készítette el a királyné 1866-ban készült Emil Rabending fotósorozatáról ismert díszmagyar ruháját, amelyet 150 évig gondoltak a magyar koronázási ruhának. Mire kész lett a ruha, ő már biztos voltam benne, hogy nem ez az a ruha, amiben megkoronázták a királynét. 13 évi kutatómunka előzte meg azt, hogy 2017. június 8-án, a koronázás után 150 évvel, a Gödöllői Királyi Kastélyban megmutatta a nagyközönségnek az „Igazi Magyar Koronázási Ruhát”, melyet a valódi ruha megmaradt darabjai után tudott rekonstruálni. Az eredeti koronázási ruhát a királyné 1867. június 8-án a Mátyás-templomban megtartott koronázáson és a koronázási díszebéden viselte. Czédly Mónika kutatásait Pálinkás Patricia Zita történész segítette.
2007 óta szakmai gyakorlat hivatalos helyszíne Szalonja és műhelye ahol mára több diák is kedvet kapott a régi és alkalmi ruhák készítéséhez.

## Legfrissebb kutatásai[11]
Czédly Mónika a szegedi Móra Ferenc Múzeumban és a Wiener Christmas Salonban (Bécs) – az utóbbiban az Osztrák–Magyar Ünnepi Hagyományokat Őrző Kulturális Egyesület rendezvényén – tartott előadásában elmondta, hogy fontos számára Erzsébet királyné ruhatárának feltárása, ami kifejezetten a még meglévő ruhák hiteles azonosítása dokumentumok alapján. A kutatás kiterjed Rudolf halála utáni időszakra, főleg „A Csak fekete ruhát hordott Erzsébet” mondat körüli tényfeltárásokra, mára több színes ruha azonosítása is megtörtént.

## Erzsébet királyné ruháinakvándorkiállítása
Létrehozott egy vándorkiállítást, ahol különböző tematikákhoz igazodva csatlakozik a múzeumokhoz Magyarországon, Európában és már Kínában is. 2009-ben nyílt az első kiállítása a Gödöllői Királyi Kastélyban, akkor még csak 7 ruharekonstrukcióval. 2017-ben mutatta be először az addig elkészült 14 ruhát egyben, az időszaki kiállításon. Azóta már körülbelül húsz ruha rekonstrukcióját készítette el, és a kollekció továbbra is folyamatosan bővül.
A vándorkiállításhoz kapcsolódva D’Elia Szalon Czédly Mónika vezetésével kitalált egy divatbemutatón, ahol Erzsébet királyné életét mutatja be.

## Erzsébet királyné ruharekonstrukciók (a lista nem teljes)[4][14][15][16]
Erzsébet királyné koronázási ruhája – 1866-os Rabending fotósorozat (2007)
- Erzsébet királyné „gyémántos”, valódi koronázási ruhája (2017)
- Erzsébet bajor hercegnő kockás nappali ruhája (2010)
- Erzsébet bajor hercegnő possenhofeni lovaglóruhája
- Erzsébet császárné-királyné első, 1854-es díszmagyar ruhája (2010)
- Erzsébet császárné-királyné udvari díszruhája (2010)
- Erzsébet császárné-királyné báli ruhája – Winterhalter festményről (2009)
- Erzsébet császárné-királyné svájci blúzos ruhája (2009)
- Erzsébet császárné-királyné fekete bársonyruhája – 1866-os Rabending fotósorozat
- Erzsébet királyné magyaros báli ruhája 1867-ből (2010)
- Erzsébet császárné-királyné házassági évfordulós báli ruhája a Mária Antónia-féle ékszerszettel – Rabending 1879-es festménye (2011)
- Erzsébet császárné-királyné tollas ruhája – Koppay József a bécsi Jockey Club számára készített posztumusz festménye alapján (2009)
- Erzsébet császárné-királyné időskori fekete gyászruhái
- Erzsébet királyné ruhája – Karlovszky Bertalan festménye alapján (2017)

## Kiállítási és rendezvény[17]
Az Erzsébet királyné ruhákat készít egyedi megrendelésre magánszemélyeknek és múzeumok részére is.
A D’Elia Szalon Czédly Mónika vezetésével ruhákat 2012-től "Erzsébet királyné élete" divatbemutatón keresztül mutatja be. Megrendelésre egyedi összeállításban rendezvények, bálok, turisztikai események során is. A ruhákból mára hordhatóbb változatok is készültek egyedi kölcsönzés céljára.
Unterwittelsbachban, a Sisi-Schloss öt ruharekonstrukciója szerepel az állandó kiállításon.

## Díjai[2]
- 2014-ben Gödöllő Város vezetése „az év Vállalkozója Díjat” adományozta a számára.
- 2017-ben  Gödöllő város vezetése az „Erzsébet Díj"-jal tüntette ki.
- 2017 „Magyar Kézműves Remekek Remeke” díj – koronázási ruha rekonstrukció (Magyar Kereskedelmi és Iparkamara)
- 2018 „Magyar Kézműves Remek” – Erzsébet királyné 1854-es díszmagyar ruhája (Magyar Kereskedelmi és Iparkamara)
- 2020 „Gödöllő városért Díj”

## Kiállításai és jelentősebb rendezvények[17][19]
A D’Elia Szalon Czédly Mónika vezetésével az alábbi kiállításokon és rendezvényeken vett részt.
- 2007.év 2010.év Sisi Bál
- 2012.év 2014.év 2017.év Gödöllő Erzsébet Bál
- 2012.év 2013.év 2017.év Budapest Széchenyi Bál
- 2014.év 2016.év Lovas Világkupa gála show
- 2007-től Gödöllő város ad otthont a Kutyakiállításoknak rendszeresen Erzsébet királynéval és kutyáival lehet találkozni.
- 2009-2013ig Vándor kiállítás: Gödöllői Királyi kastély, Ausztria Bécs, Sümeg, Szécsény, Szolnok, Körmend, Ráckeve, Bad-Ischl
- 2009-től 2019-ig Németországban Unterwittelsbach Sisi-Schlosban rendszeresen évente van 2-3-5 ruha kiállítva.
- 2020. Németország Unterwittwlsbach Sisi-schloss 10 db ruha
- 2013-2017 Veszprém, Püspöki Palota rendszeresen évente van 2-3-5 ruha kiállítva.
- 2015.02.19-04.30. Miskolc, Herman Ottó Múzeum 12 db ruha[20]
- 2017.02.02-05.02. Szlovákia, Kassa, Városi Múzeum 12 db ruha
- 2017.06.10-06.11. Gödöllő, Gödöllői Királyi Kastély, Erzsébet királyné koronázási ruha bemutatója[21]
- 2017.06.17-06.19. Szlovákia, Borsi, Rákóczy Fesztivál
- 2017.06.24.-07.15-10.23. Makó, József Attila Múzeum, Erzsébet királyné koronázási ruha, 1db ruha+ 06.24. Erzsébet királyné élete divatbemutató 8db ruhával[22]
- 2017.07.15-08.20 Balatonföldvár Bajor Gizi Múzeum 1db ruha
- 2017.09.09. Nyirád 1db Ruha
- 2017.09.10. Nagytétény Iparművészeti Múzeum Erzsébet királyné koronázási ruha + 4db ruha
- 2017.09.25-10.25. Salgótarján Levéltár Erzsébet királyné koronázási ruha + 7db ruha[23]
- 2017.10.26-10.28. Baja Erzsébet királyné koronázási ruha + 5db ruha
- 2017.11.17-2018.03.15.Gödöllői Királyi Kastély. Először együtt mind a 14 db ruharekonstrukció[10]
- 2018.04.06-06.12. Szlovákia Királyhelmec Majláth Múzeum 14 db ruharekonstrukció[24]
- 2018.06.17-09.15. Bánhorváti Platty kastély 14 db ruharekonstrukció[25]
- 2018.10.01-11.28.  Olaszország Monza Divatbemutató és kiállítás[26]
- 2018.12.02 -2019.01.05. Sopron 14 db ruharekonstrukció[27][28]
- 2019.04.04 – 05.13. Gyöngyös 14 db ruharekonstrukció kiállítás[29]
- 2019.05. 18 – 06.10. Szlovákia Rimaszombat 14 db ruharekonstrukció[30]
- 2019.07.15 -2020.04.24.Horvátország Opátia 14 db ruharekonstrukció kiállítás és divatbemutató[31][32]
- 2019.09.22. Horvátország Palace Elisabeth Hotel megnyitó Hvar szigeten kiállítás és divatbemutató[33]
- 2020.07.15 – 2020.09.28.Horvátország Opátia 12 db ruharekonstrukció kiállítás[34]
- 2020.06.17-09.05. Bánhorváti Platty kastély 18 db ruharekonstrukció[35]
- 2020.09.15-2021.02.28. Kecskemét Cifra Palota[36][37]
- 2021.06.15- 07.15 Horvátország Bjelovár Tereziána napok 18 db ruharekonstrukció
- 2021.06.-2021.12.31 Szeged Móra Ferenc Múzeum 4 db ruharekonstrukció[38]
- 2021.11.18.-12.31 Ausztria – Bécs, Wiener Christmas Salon 2 db ruharekonstrukció[13]
- 2021.11.26.-2022.02.15. Magyar Nemzeti Múzeum1 db ruharekonstrukció[39]
- 2022.04.08-11.20. Ausztria Halbturn 21 db ruharekonstrukció[13]